# Zhang Yiyao
Zhang Yiyao (13 marzo 2002) è un nuotatrice artistica cinese.

## Biografia
Ai mondiali di Budapest 2022 ha vinto la medaglia di bronzo nel duo misto programma libero e tecnico, con il connazionale Shi Haoyu; in entrambe le competizioni la coppia si è classificata alle spalle del duo italiano, composto da Giorgio Minisini e Lucrezia Ruggiero e quello giapponese formato dai fratelli Tomoka Sato e Yotaro Sato.

## Palmarès
- Mondiali

Budapest 2022: bronzo nel duo misto (programma tecnico); bronzo nel duo misto (programma libero);